# موزه ب‌ام‌و
موزه ب‌ام‌و یا موزه بی‌ام‌دبلیو (به آلمانی: BMW Museum) یک موزه خودرو از پیشینهٔ ب‌ام‌و است که نزدیک المپیاپارک در مونیخ قرار دارد. این موزه در ۱۹۷۳ اندکی پس از بازی‌های المپیک تابستانی ۱۹۷۲ گشایش یافت و از ۲۰۰۴ تا ۲۰۰۸ دچار بازسازی و دگرگونی شد تا اینکه در ۲۱ ژوئن ۲۰۰۸ بازگشایی شد.
این موزه سالانه ۲۵۰ هزار تن بازدیدکننده دارد.

## نمایش
در موزهٔ ب‌ام‌و می‌توان پیشرفت فناوری این کمپانی را در گذر زمان دید. در این موزه انواع توربین، موتور خودرو، خودرو، موتورسیکلت و هواپیما به نمایش درآمده است. همچنین طراحی مفهومی و طرح‌هایی که برای ۲۰ سال آینده در نظر گرفته شده‌است نیز اینجا به نمایش درآمده است.

## معماری

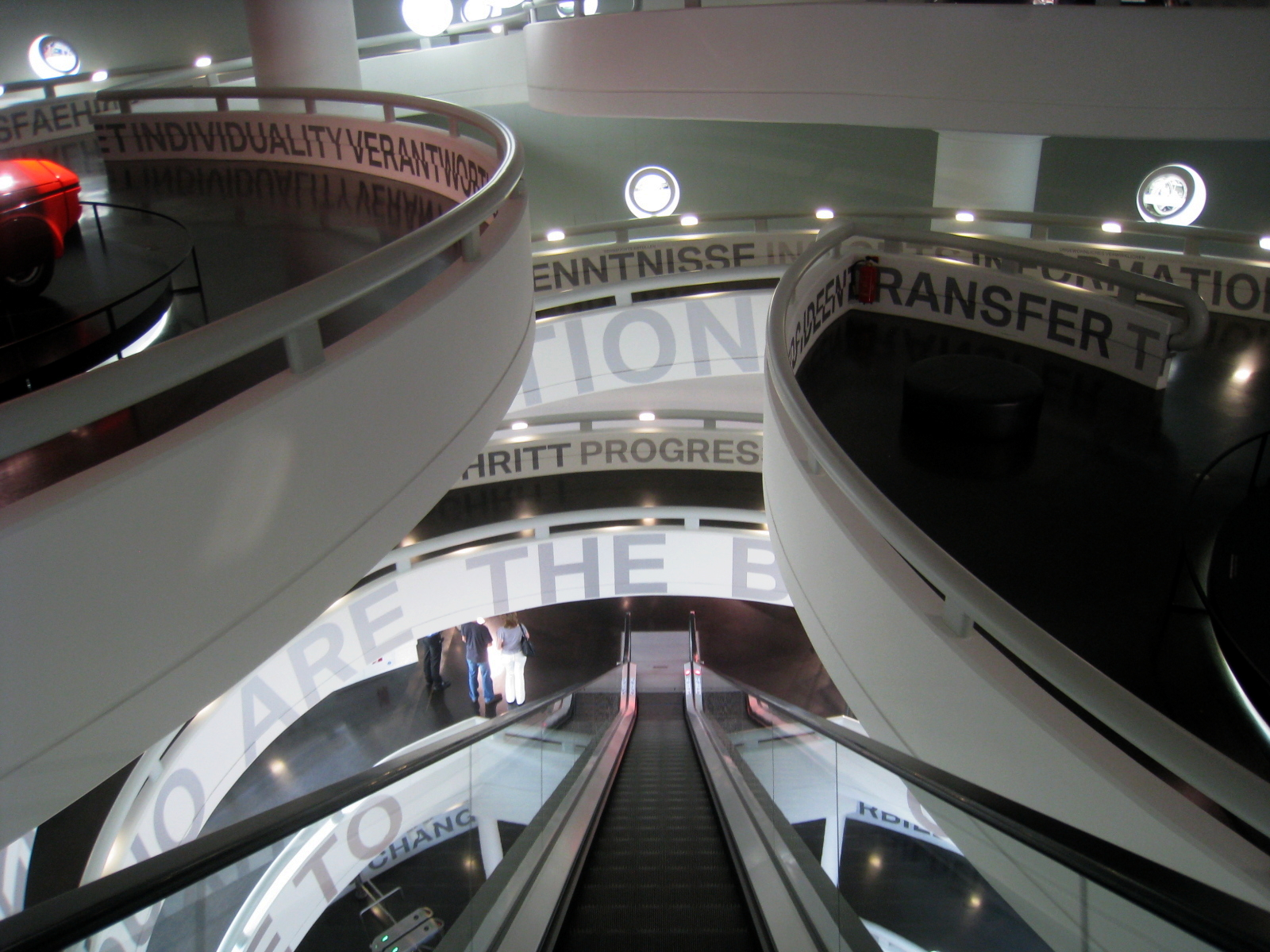
نمای داخلی موزه بی ام و

سازهٔ این موزه به کاسهٔ نقره ای یا پاتیل سفید مشهور است. سازه نقره ای رنگ است و معماری آینده نگرانه دارد. طراح این موزه، استاد وینی، کارل شوآنزر بود. دایرهٔ نامنظم کف، قطر ۲۰ متر و دایرهٔ بام قطر ۴۰ متری دارد. هندسهٔ داخلی سازه به صورت مارپیچ است و در زیرزمین آن جایی برای نگهداری لباس است.
معمار این موزه، کارل شوآنزر در هنگام طراحی آن تلاش کرد تا شکل بیرونی موزه یادآور شکل تایر در ماشین‌های مسابقه باشد به همراه یک پارکینگ طبقاتی که شکل آن یادآور سرسیلندر بود.

## منابع

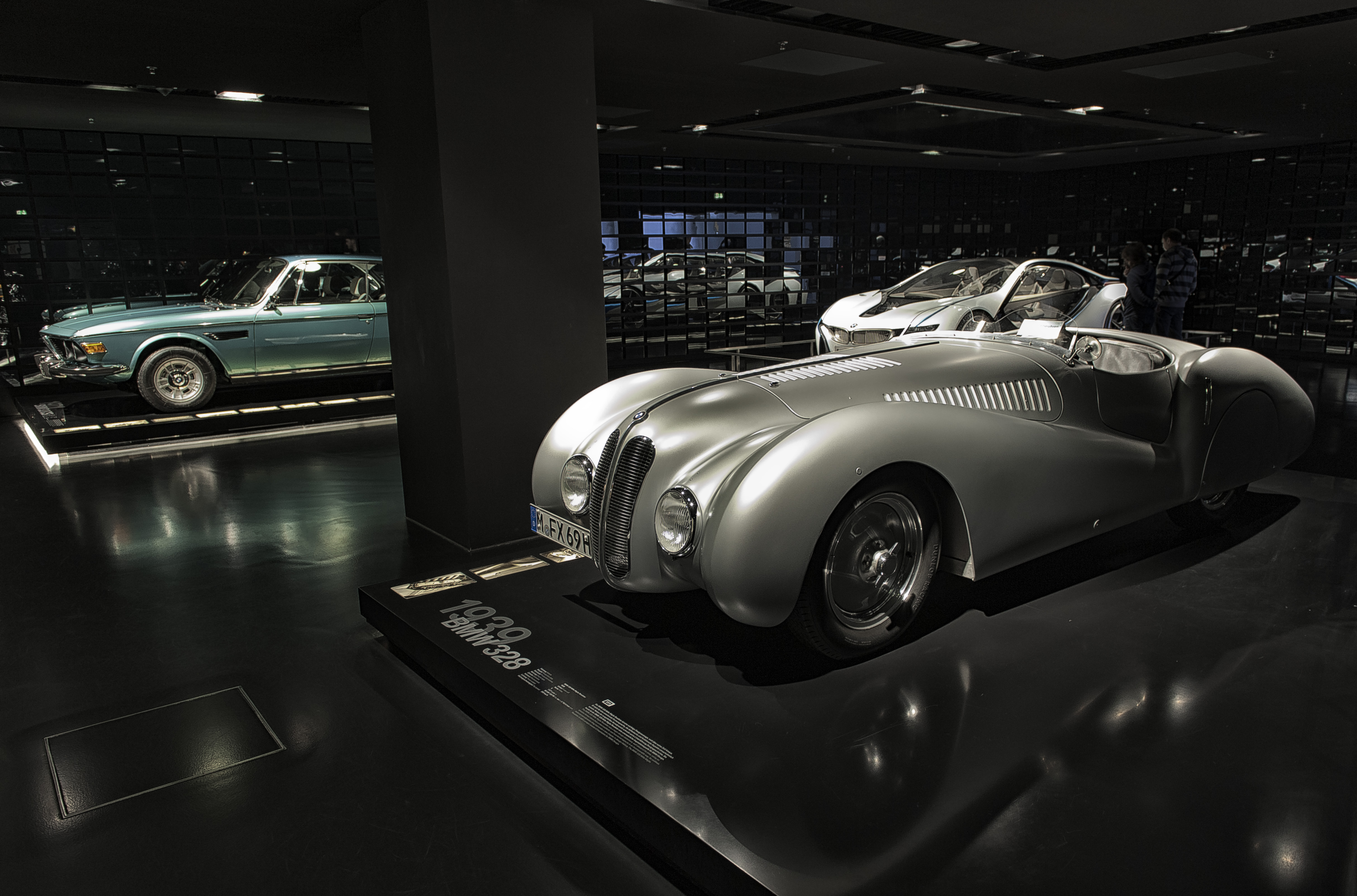
نگاره ای از درون موزه